# John Sinclair, 1:e baronet
Sir John Sinclair, född 10 maj 1754 på Thurso Castle i grevskapet Caithness, död 21 december 1835 i Edinburgh, var en skotsk baronet, nationalekonomisk skriftställare och politiker.
Sinclair ägde stora gods i Caithness, var (med få avbrott) underhusledamot 1780-1811, besökte 1785 Stockholm under en resa till Polen, Ryssland och Sverige, belönades 1786 av William Pitt d.y. för sin anslutning till dennes parti med baronetvärdighet och blev 1793 president i det då på hans förslag upprättade jordbruksdepartementet (Board of Agriculture). Sedan han brutit med Pitt, miste han 1798 denna syssla, men innehade den åter 1806-13. 
Som nationalekonomisk skriftställare vann han anseende genom sin History of the Public Revenue of the British Empire (1784). Pitt tog honom ofta till råds vid 1790-talets statsfinansoperationer, och han utövade en banbrytande verksamhet för statistikens främjande i Skottland genom att planera och övervaka utgivandet av det stora verket "Statistical Account of Scotland" (21 band, 1791-99). För jordbrukets och boskapsskötselns höjande i Skottland var han verksam både genom utgivna skrifter (bland annat Code of Agriculture, 1819) och genom införande till norra Skottland av rasrena nötkreatur och moderna jordbruksredskap. Som statistiker anses han ha varit tämligen okritisk och vårdslös vid primäruppgifternas insamling. Sin Correspondence (med bifogade memoaranteckningar) utgav han 1831.
Sinclair invaldes som utländsk ledamot av svenska Vetenskapsakademien 1796.